# Kolbarnoticias
Kolbarnoticias es un sitio web de noticias en persa y kurdo que cubre noticias sobre los "kolbars" y los movimientos sociales en el Kurdistán e Irán.

## Informes anuales
Kolbarnoticias no solo ofrece noticias sobre los movimientos sociales en el Kurdistán e Irán, sino que también dedica un espacio especial a visibilizar la violencia que enfrentan los kolbars. A través de una columna llamada "Informes Anuales", el sitio web publica informes semestrales que documentan casos de arrestos, maltratos, lesiones y asesinatos de estos trabajadores.
Los informes anuales de Kolbarnews son una valiosa fuente de información sobre la difícil situación que enfrentan los kolbars. Estos informes no solo documentan las injusticias que sufren estas personas, sino que también sirven como un llamado a la acción para exigir respeto a sus derechos humanos y mejorar sus condiciones de vida.

## evidencia individual
1. 1 2  زندهسفر رسمی رئیس مجلس نمایندگان آمریکا به اسرائیل, auf bbc.com
2. ↑  درباره ما, auf kolbarnews.com
3. ↑  فاجعه سوخت‌بری در سیستان و بلوچستان؛ دست‌کم ٢٣ سوخت‌بر از آغاز سال ۱۴۰۲ کشته و زخمی شدند, auf iranintl.com
4. ↑  ناوەندی کۆڵبەر نیوز: پار 29 کۆڵبەر بە تەقەی هێزەکانی سەر سنوور کوژراون, auf rudaw.net
5. ↑  کۆڵبەر نیوز: لە ماوەی 10 ساڵدا 547 کۆڵبەر کوژراون , auf mewdamedia.com

- Datos: Q118645457